# Periandra gracilis
Periandra gracilis är en ärtväxtart som beskrevs av Howard Samuel Irwin och Mary Therese Kalin Arroyo. Periandra gracilis ingår i släktet Periandra och familjen ärtväxter. Inga underarter finns listade i Catalogue of Life.